# Kelsey Martinovich
Kelsey Martinovich (Nueva Gales del Sur, Australia, 27 de noviembre de 1990) es una modelo australiana, más conocida por ser la subcampeona del Ciclo 6 de Australia's Next Top Model en donde fue anunciada accidentalmente como la ganadora, por la conductora Sarah Murdoch.